# Іоанніс Теодоракопулос
Іоанніс Теодоракопулос (грец. Ιωάννης Θεοδωρακόπουλος, 28 лютого 1900, Вассарас, Лаконія — 1981, Афіни) — новогрецький філософ, громадський діяч і політик.

## Біографічні відомості
Народився 1900 року у селі Вассарас, Лаконія. 1920 року Іоанніс Теодоракопулос переїхав до Відня для вивчення класичної філології та філософії. Згодом він продовжив своє навчання філософії в Гейдельберзі і 1925 року отримує ступінь доктора філософії в Гейдельберзькому університеті.
1929 року разом з професорами Константіносом Цацосом і Панайотісом Канеллопулосом заснував часопис «Архів філософії та теорії науки». В період 1933—1939 роках працював професором Університету Аристотеля в Салоніках, а в період 1939—1968 років — в Афінському університеті. З 1950 року паралельно викладав у Школі політичних наук Університету «Пантеон». Двічі обіймав пост міністра освіти і релігії в урядах панайотіса Панайотіса Канеллопулоса (1945) та Іоанніса Параскевопулоса (1966).
1960 року він став постійним членом Афінської академії, 1963 року став її президентом і генеральний секретарем в 1966—1981 роках. 1975 року заснував Ліберальну школу філософії «Пліфон» у своєму рідному місті Магула-Спарті в Лаконії, яка організовувала міжнародні конференції і симпозіуми. Ці надзвичайно успішні заходи залучили учасників з усієї Греції і Теодоракопулос сам провів серію семінарів. Загалом він опублікував 53 монографії та численні статті.

## Цікаві факти
- Іоанніс Теодоракопулос було двадцять другим президентом АЕКа в період з 1973 до 1974 рік.